# Грівко Андрій Аскольдович
Андрій Аскольдович Грівко, іноді вказують Гривко (нар. 7 серпня 1983 року, Сімферополь) — український професійний велогонщик, який виступає за казахстанську команду «Pro Team Astana».
Андрій Грівко — чотирьохразовий чемпіон України з шосейних гонок з роздільним стартом (2005, 2006, 2008 та 2009 роки). Чотири рази (2005, 2006, 2007 та 2010 роки) брав участь у найпрестижніших велоперегонах світу — «Тур де Франс». Його найкращим результатом було 64 місце в загальному заліку, якого він досяг у 2015 році. Також двічі (17 етап на Турі 2005 року та 13 етап на Турі 2006 року) Гривко посідав 5-те місце на окремих етапах «Тур де Франс». На Чемпіонаті Світу з велоспорту 2005 року Грівко посів 9-те місце у гонці з роздільним стартом.
Найуспішнішим у професійній кар'єрі Грівка був 2008-й рік. Цього року окрім перемоги у чемпіонаті України він переміг у гонці «Фаренце-Пістоя» та посів п'яте місце у груповій гонці на Чемпіонаті Світу у італійському місті Варезе.
У 2013 році став другим у гонці з роздільним стартом. В гонці Енеко Тур посів 3 місце.

### Виступи на Олімпіадах
| Олімпіада   | Дисципліна                       | Результат    | Місце |
| Пекін 2008  | Велоспорт. Шосе. Групова гонка   | не фінішував | -     |
| Пекін 2008  | Велоспорт. Шосе. Роздільна гонка | 1:08.01,25   | 31    |
| Лондон 2012 | Велоспорт. Шосе. Групова гонка   | 5.46,05      | 17    |
| Ріо 2016    | Велоспорт. Шосе. Групова гонка   | 7.21,09      | 41    |
| Ріо 2016    | Велоспорт. Шосе. Роздільна гонка | 1:16.33,24   | 18    |